# Franz Wirz (Politiker)
Franz Wirz (* 13. Januar 1816 in Sarnen; † 29. November 1884 ebenda) war ein Schweizer Politiker. Von 1848 bis 1866 gehörte er dem Nationalrat an, von 1841 bis 1876 dem Regierungsrat des Kantons Obwalden.

## Biografie
Der Sohn des Goldschmieds und Zeugherrn Franz Josef Wirz entstammte einer alteingesessenen Familie aus Rudenz bei Giswil, die sich bis 14. Jahrhundert zurückverfolgen lässt und seither die Geschichte Obwaldens entscheidend geprägt hatte. In seiner Kindheit kam Wirz als Mündel in die Obhut von Landammann Nikodem Spichtig. Er besuchte die Stiftsschule in Engelberg und das Lyzeum in Freiburg. Von 1836 bis 1838 war Wirz als Substitut in der Obwaldner Landeskanzlei tätig, danach bis 1841 als Landschreiber. Er amtierte von 1841 bis 1869 als Gemeinderat von Sarnen und von 1850 bis 1884 als Bürgergemeinderat. Ebenso war er von 1844 bis 1876 Mitglied der Schulkommission und des Erziehungsrates.
Wirz wurde 1841 in den Obwaldner Land- bzw. Kantonsrat gewählt, dem er ununterbrochen bis zu seinem Tod angehörte und den er in den Jahren 1868, 1874 und 1876 präsidierte. Von 1841 bis 1876 gehörte er dem Regierungsrat an, 13 Jahre davon als Landammann. 1841, 1842 und 1845 war er Obwaldner Gesandter an die Tagsatzung, in deren Auftrag urteilte er als Schiedsrichter in einem Streit zwischen den Kantonen Uri und Schwyz. Als einer der führenden katholisch-konservativen Politiker der Schweiz war Wirz 1845 Mitunterzeichner des zunächst geheimen Sonderbunds, der zwei Jahre später zum Sonderbundskrieg führte. 1847, 1850 und 1867 arbeitete er an den Revisionen der Kantonsverfassung mit. Ab 1851 amtierte er zusätzlich als Salzdirektor.
Im Oktober 1848 kandidierte Wirz bei den ersten Nationalratswahlen und wurde von der Landsgemeinde gewählt. Er gehörte der kleinen konservativen Opposition an; 1866 trat er zurück. In seiner Funktion als Regierungsrat sprach er sich 1872 und 1874 gegen die Totalrevision der Bundesverfassung aus. 1849 war er Mitbegründer der «Ersparniskasse des Kantons Unterwalden ob dem Wald» (Vorläuferin der Obwaldner Kantonalbank). Ab 1877 war er der erste Präsident des Historisch-Antiquarischen Vereins Obwalden, von 1879 bis 1882 Redaktor bei der Zeitung Obwaldner Volksfreund. Er setzte sich für die Heiligsprechung des Obwaldner Einsiedlers und Mystikers Niklaus von Flüe ein.
Wirz hatte 1838 Regina Hermann geheiratet und war mit Nicolaus Hermann verschwägert. Seine Söhne Adalbert Wirz und Theodor Wirz waren ebenfalls prominente katholisch-konservative Politiker.